# Dunkirk Memorial
Het Dunkirk Memorial is een Brits oorlogsmonument in de Franse stad Duinkerke in het Noorderdepartement. Het monument bevindt zich op de noordoostelijke hoek van de stedelijke begraafplaats van Duinkerke, tegen de grens met Nieuw-Koudekerke. Het monument herdenkt 4.508 gesneuvelden uit de Tweede Wereldoorlog die geen bekend graf hebben. Het werd ontworpen door Philip Hepworth. Op een gegraveerd glazen paneel van John Hutton wordt de evacuatie van Duinkerke afgebeeld.

## Geschiedenis
Bij het begin van de Tweede Wereldoorlog werden de Britten tijdens Operatie Dynamo vanuit Duinkerke geëvacueerd. Heel wat van de gesneuvelden vielen tijdens deze campagne in 1939 en 1940. De stedelijke begraafplaats telde al heel wat gesneuvelden uit de Eerste Wereldoorlog en ook gesneuvelden uit de Tweede Wereldoorlog werden er begraven. Voor duizenden gesneuvelden die niet werden teruggevonden werd het Dunkirk Memorial opgericht. Het werd onthuld door koningin Elizabeth II op 29 juni 1957

## Onderscheiden militairen
- Christopher Furness, luitenant bij de Welsh Guards werd onderscheiden met het Victoria Cross (VC).
- Berkeley Frederic Whitestone, luitenant-kolonel bij de Royal Engineers werd vereerd met het lidmaatschap van de Orde van het Britse Rijk en ontving ook het Military Cross (MBE, MC).
- Hugh Baker, luitenant bij het Royal Army Medical Corps werd vereerd met het lidmaatschap van de Orde van het Britse Rijk en ontving ook de Meritorious Service Medal (MBE, MSM).
- Cyril Edgar Burton Pugh, kapitein bij de Royal Engineers werd eveneens vereerd met het lidmaatschap van de Orde van het Britse Rijk (MBE).
- Hector Miles Heyland, luitenant-kolonel bij het Royal Tank Regiment, R.A.C en Gilbert Eric Graham Cockburn, majoor bij het Intelligence Corps werden onderscheiden met de Distinguished Service Order (DSO). Laatstgenoemde verkreeg ook het Military Cross (MC).
- Gerald Robert Pim, luitenant-kolonel bij de Royal Engineers, Norman Roland Streadfeild, majoor bij de Royal Artillery, Stewart John Ritchie, majoor bij de Seaforth Highlanders en John Hugh Watkin, onderluitenant bij het Cheshire Regiment werden onderscheiden met het Military Cross (MC). Robert White Keown, majoor bij de The Buffs (Royal East Kent Regiment) werd tweemaal onderscheiden met het Military Cross (MC and Bar).
- onderofficier David Watson en sergeant James Duncan Stewart, beiden van de Queen's Own Cameron Highlanders werden onderscheiden met de Distinguished Conduct Medal (DCM). Eerstgenoemde ontving ook tweemaal de Military Medal (MM and Bar).
- er zijn nog 15 militairen die de Military Medal ontvingen (MM).